# Наперала, Станислав
Стани́слав Напера́ла (пол. Stanisław Napierała, 23 декабря 1936 года, Кальвы, Великопольское воеводство, Польша) — католический прелат, первый епископ Калиша с 25 марта 1992 года.

## Биография
С 1955 по 1961 год обучался в Высшей духовной семинарии в Познани. 19 мая 1979 года Станислав Наперала был рукоположён в священника, после чего служил в различных приходах архиепархии Познани. С 1963 года по 1965 год изучал догматическое богословие в Папском Григорианском университете в Риме. С 1965 года изучал восточное богословие в Папском восточном институте, где защитил диссертацию «De Christi Ecclesia eiusque visibili capite magna controversia. Indagatio theologica in Vladimiri Solov’ev conceptum unionis ecclesiasticae», получив научную степень доктора богословия. С 1981 года преподавал на Папском факультете в Кракове.
С 1969 года по 1979 год был секретарём познанских архиепископов Антония Бараняка и Ежи Стробы. С 1979 по 1982 год был ректором Высшей духовной семинарии ив Познани.
25 августа 1980 года Римский папа Иоанн Павел II назначил Станислава Напералу титулярным епископом Сан-Леоне и вспомогательным епископом архиепархии Познани. 5 октября 1980 года состоялось рукоположение Станислава Напералы в епископа, которое совершил архиепископ Познани Ежи Строба в сослужении с титулярным епископом Бонитцы Тадеушем Эттером и титулярным епископом Гленндалохи Марианом Пшикуцким.
25 марта 1980 года Римский папа Иоанн Павел II учредил епархию Калиша и назначил Станислава Напералу её первым епископом.
21 июля 2012 года Станислав Наперала подал в отставку.